# یو دا این
یو دا این (کره‌ای: 유다인؛ زادهٔ ما یونگ سون در ۹ فوریه ۱۹۸۴) بازیگر اهل کره جنوبی است. او بیشتر به خاطر ایفای اولین نقش اصلی خود در فیلم مستقل برخورد مجدد شناخته می‌شود. در سال ۲۰۱۶، او نقش مکمل در درام کره‌ای پزشکان ایفا کرد. از آثار دیگری که در آنها ایفای نقش کرده‌است می‌توان به سیندرلا و مظنون اشاره کرد.